# 長生学園
長生学園（ちょうせいがくえん）は、東京都大田区にある東京都認可の各種学校。あん摩マッサージ指圧師の養成を行っている。

## 概要
厚生労働省認可のあん摩マッサージ指圧師養成施設。1956年設立。長生術（脊椎矯正・精神療法・プラーナ療法）を用いた徒手による整体治療を学べる。卒業と同時に、国家資格あん摩マッサージ指圧師試験の受験資格が得られる。修業年数は3年。
東京都知事認可の各種学校としての学校名は『宗教法人「総本山長生寺」付属長生学園』、厚生労働大臣認定のあん摩マッサージ指圧師養成施設としての施設名は『宗教法人「総本山長生寺」付属長生学園 あん摩・マッサージ・指圧科』となっている。
各種学校ではあるものの、あん摩マッサージ指圧師養成施設の認定に係わる法令上、入学資格として大学入学資格（高等学校卒業等）を要する。

## 学科
- あん摩マッサージ指圧科 昼間部（3年制） 9:00〜12:10（月曜日～土曜日） 60名
- あん摩マッサージ指圧科 夜間部（3年制） 18:00〜21:10（月曜日～土曜日） 60名

## 取得資格
- 国家資格あん摩マッサージ指圧師試験の受験資格

## 沿革
- 1956年（昭和31年） - 柴田阿や（長生寺二世管長）長生学園設立。
- 1975年（昭和50年） - 総本山長生寺の付属となる。
- 1979年（昭和54年） - 現在地に新校舎竣工。
- 1990年（平成2年） - 修業年限を2年制から3年制に変更。
- 1992年（平成4年） - あん摩マツサージ指圧師、はり師、きゆう師等に関する法律の改正に伴う、学園増改築。
- 2006年（平成18年 ） - 校舎増改築。
- 2014年（平成26年） - 寮完成。

## 所在地
- 東京都大田区仲六郷2-35-7

京浜本線雑色駅から徒歩4分、JR京浜東北線蒲田駅から徒歩17分。

## 卒業後のキャリア
- 治療院の開業
- 治療院に勤務
- 病院・リハビリ施設に勤務
- 訪問マッサージ
- スポーツトレーナーなど

## 卒業生団体
- 日本長生医学会という長生学園の卒業生からなる団体。全国4連合会・6支部あり、研修会、交流会が行われるほか治療師のための各種サポートがある。

## 関連施設
- 長生学園付属臨床実習室
- 総本山長生寺付属長生院
- 真宗長生派総本山長生寺